# Rajmund Badó
Rajmund Badó   (Budapest, 15 d'agost de 1902 - Nova York, 26 de desembre de 1997) va ser un lluitador hongarès, especialista en lluita grecoromana, que va competir durant la dècada de 1920.
El 1924 va prendre part en els Jocs Olímpics de París, on va guanyar la medalla de bronze en la competició del pes pesant del programa de lluita grecoromana. Quatre anys més tard, als Jocs d'Amsterdam, fou sisè en la mateixa categoria.